# Лейва, Хосе
Хосе́ Эдуа́рдо Ле́йва Ро́хас (исп. José Eduardo Leiva Rojas; 28 августа 1992, Картаго, Коста-Рика) — коста-риканский футболист, полузащитник клуба «Картахинес».

## Клубная карьера
Лейва — воспитанник клуба «Картахинес». Дебютировал с клубом 8 октября 2012 года в матче против клуба «Сантос де Гуапилес». 2 августа 2015 года Хосе за бил свой первый гол за клуб в матче против клуба «Лимон». Позже Хосе Лейва забил 2 гола в ворота клуба «Кармелита» и в ворота клуба «Мунисипаль Либерия».

## Достижения
Командные
 «Картахинес»
- Чемпионат Коста-Рики — 2012 (верано)
- Кубок Коста-Рики — 2014
- Кубок Коста-Рики — 2015